# Schwelmer Eisenwerk Müller & Co.

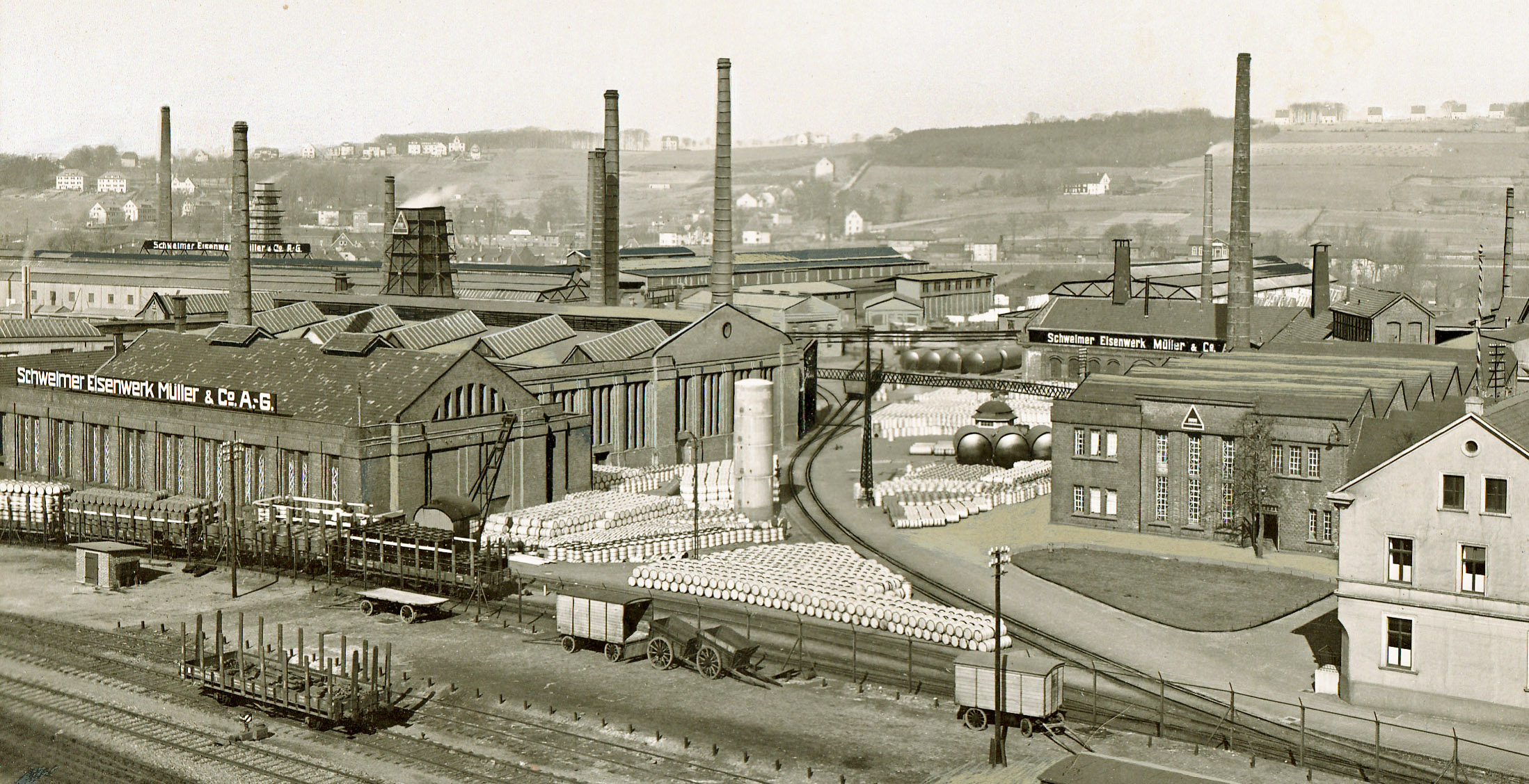
Das Schwelmer Eisenwerk um 1935, im Werkshof Fässer und Tanks

Das Schwelmer Eisenwerk Müller & Co. wurde 1886 in Schwelm gegründet und entwickelte sich mit technischer Innovationsleistung in der Herstellung von Fässern, Kanistern, Tanks, Tankwagen und Tankstellen zu einem Großunternehmen des 20. Jahrhunderts. Geleitet von vier Generationen der Unternehmerfamilie Müller bzw. Albano-Müller und Vits, bestand das Werk bis 2002.

## Geschichte

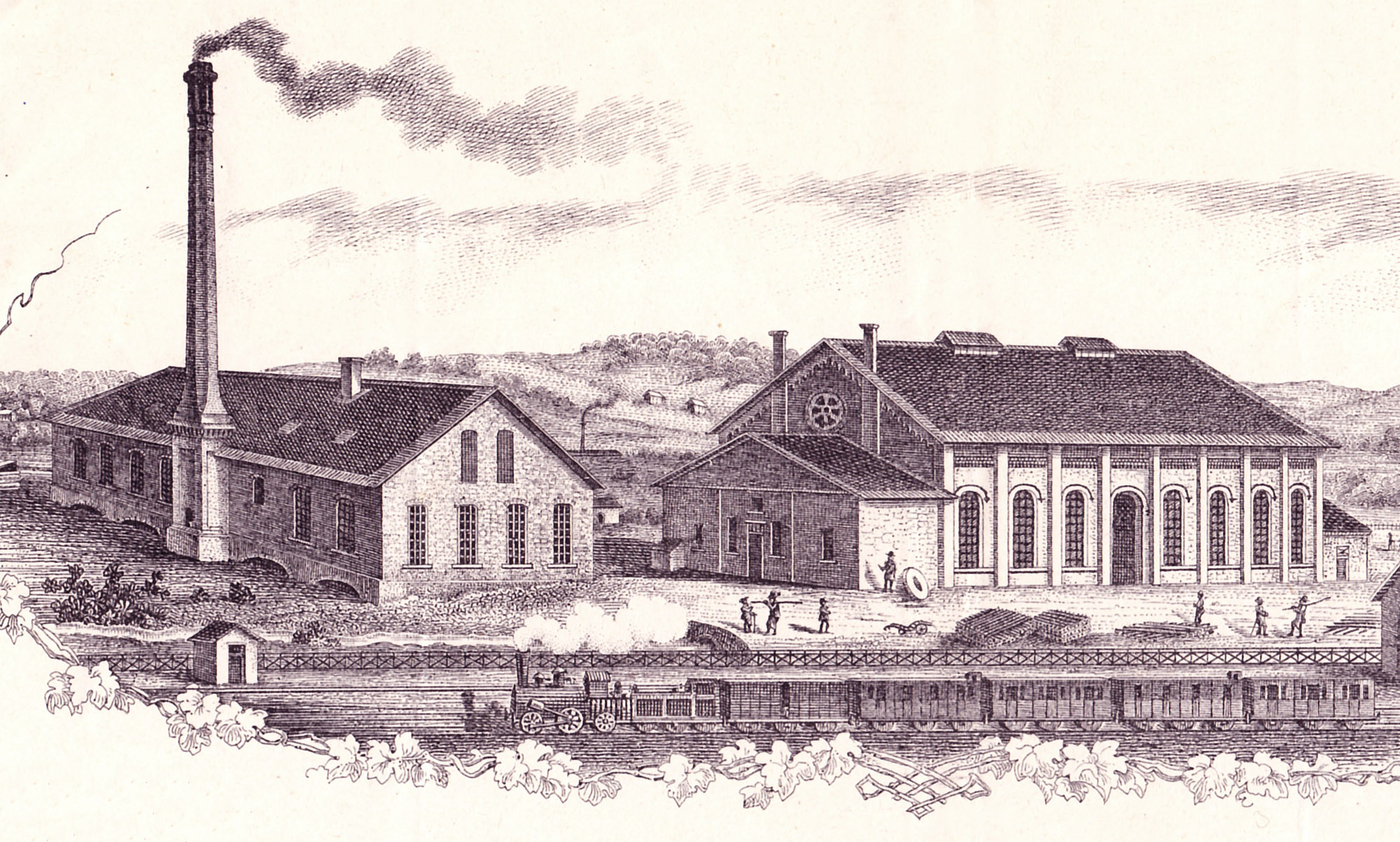
Frühzeit des Werks in den 1870ern, Maschinenfabrik links, Gießerei rechts

Fabrikant August Müller (1817–1896) aus Schwelm kaufte 1886 aus einer Konkursmasse einen kleinen metallverarbeitenden Betrieb seitlich des Schwelmer Bahnhofs. Eingerichtet etwa 15 Jahre früher, firmierte der Betrieb anfänglich unter „Schwelmer Eisenwerk Wetzel & Isert“, später unter „Isert & Co.“ Müller gründete ihn nach dem Kauf um zu „Schwelmer Eisenwerk Müller & Co.“ Am Kauf beteiligt war der bisherige und im Amt verbleibende Werksdirektor Carl Weber.

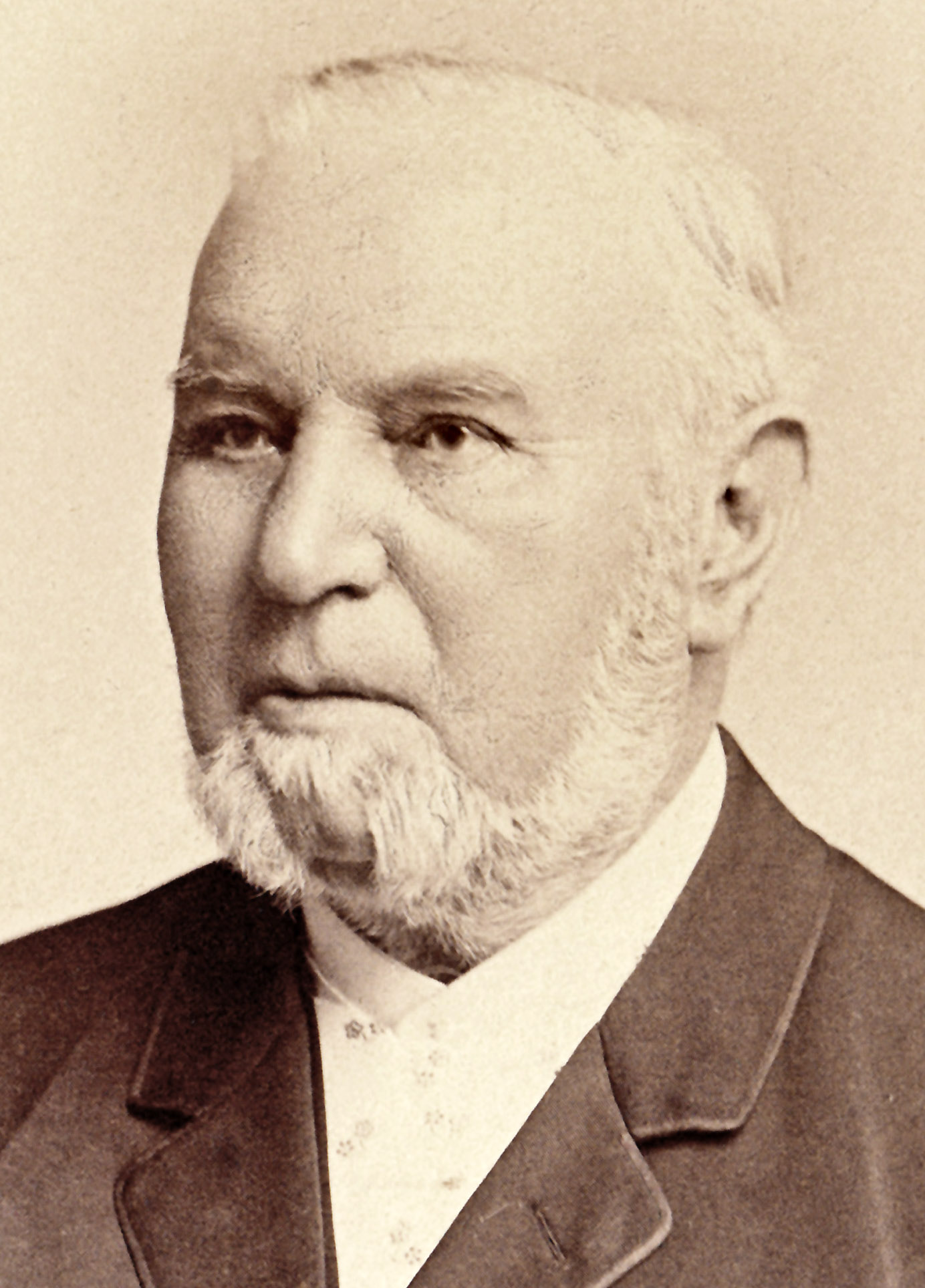
August Müller, um 1890

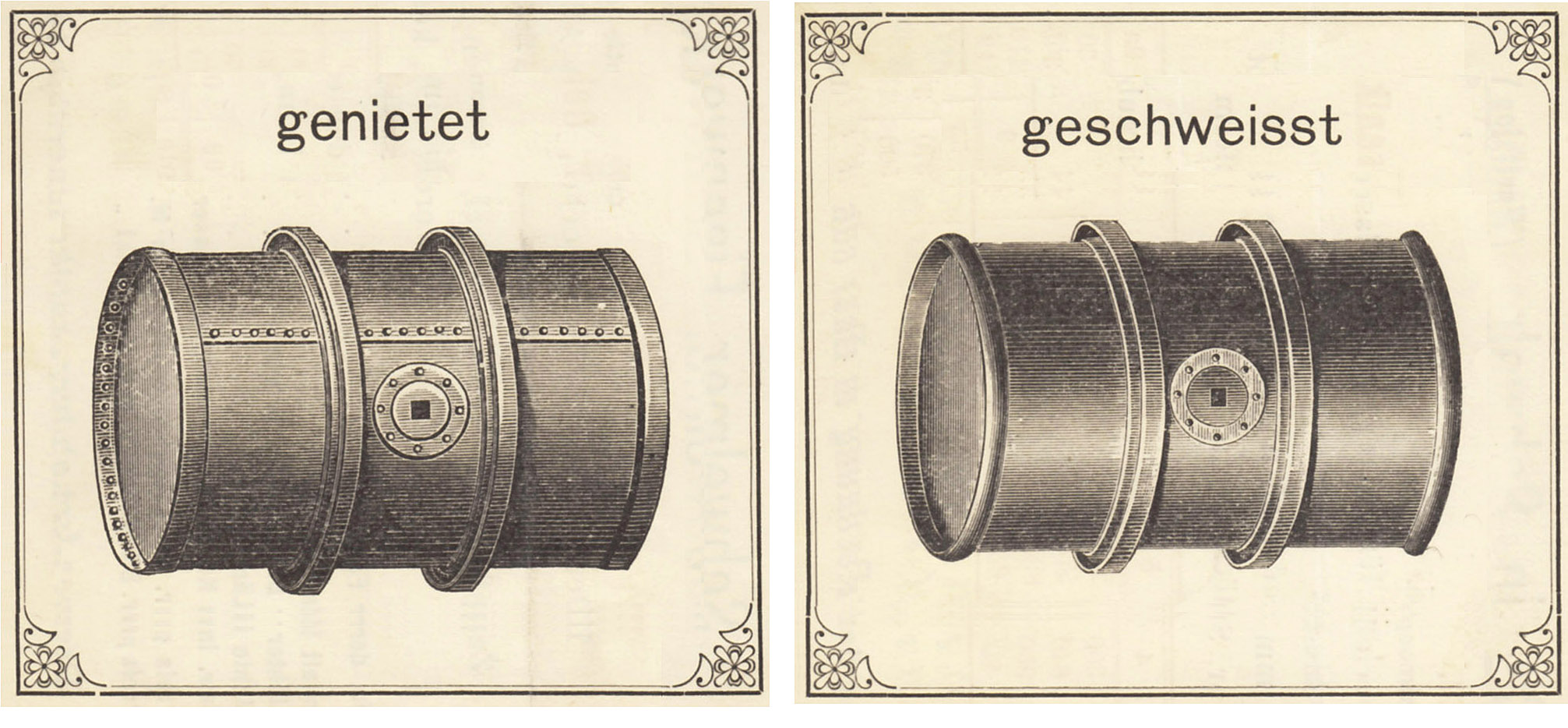
Innovationssprung 1890 und neues Kernprodukt (aus Werksprospekt)

Das Eisenwerk war unverschuldet in Konkurs geraten durch den Zusammenbruch eines verbundenen Bankhauses. Es arbeitete wirtschaftlich mit etwa 65-köpfiger Belegschaft, in zwei Werkshallen eine Gießerei und eine Maschinenfabrik betreibend. Das hergestellte Sortiment reichte von Türklinken über Fässer bis zu Ziegeleimaschinen. Als erstes Werk in Deutschland hatte es 1878 die Produktion eiserner Fässer aufgenommen, diese anfänglich noch in genieteter Bauweise.
Ähnliche Kleinbetriebe der eisenverarbeitenden Industrie waren im Schwelmer Raum schon seit dem 18. Jahrhundert ansässig, sich anlehnend an die historisch gewachsene Eisen- und Stahlerzeugung in den benachbarten Tälern von Heilenbecke und Ennepe (heute Stadtgebiet Ennepetal). Zu diesen Betrieben gehörte seit 1842 auch die erste Firmengründung August Müllers im Schwelmer Vorort Möllenkotten. Fabrik „August Müller & Co.“ produzierte ein Programm von Novitäten, darunter Pfeifenstiele, Peitschen und Reifröcke, sämtliche mit eisernen Komponenten. Dieser Betrieb entwickelte sich in der zweiten Jahrhunderthälfte so erfolgreich, dass Müller sich 68-jährig das „Schwelmer Eisenwerk“ als Zweitunternehmung zulegen konnte.
Den Kauf motivierte Müllers Wunsch, jedem seiner vier Söhne eine Karriere als Fabrikant zu erschließen. Das Eisenwerk sollte dem jüngsten Sohn Albano Müller zufallen. Da dieser sich noch im Studium befand, führte einstweilen sein Vater die Geschäfte und leitete zunächst eine betriebliche Neuaufstellung ein. Dazu ließ er Direktor Weber 1889 in Berlin ein Patent des Russen Nicolai Benardos erwerben, das die neuartige elektrische Lichtbogenschweißung beschrieb (Reichspatent 38011). Angewendet auf die Herstellung eiserner Fässer versprach es einen bedeutenden Innovationsvorteil gegenüber dem herkömmlichen Nietverfahren.

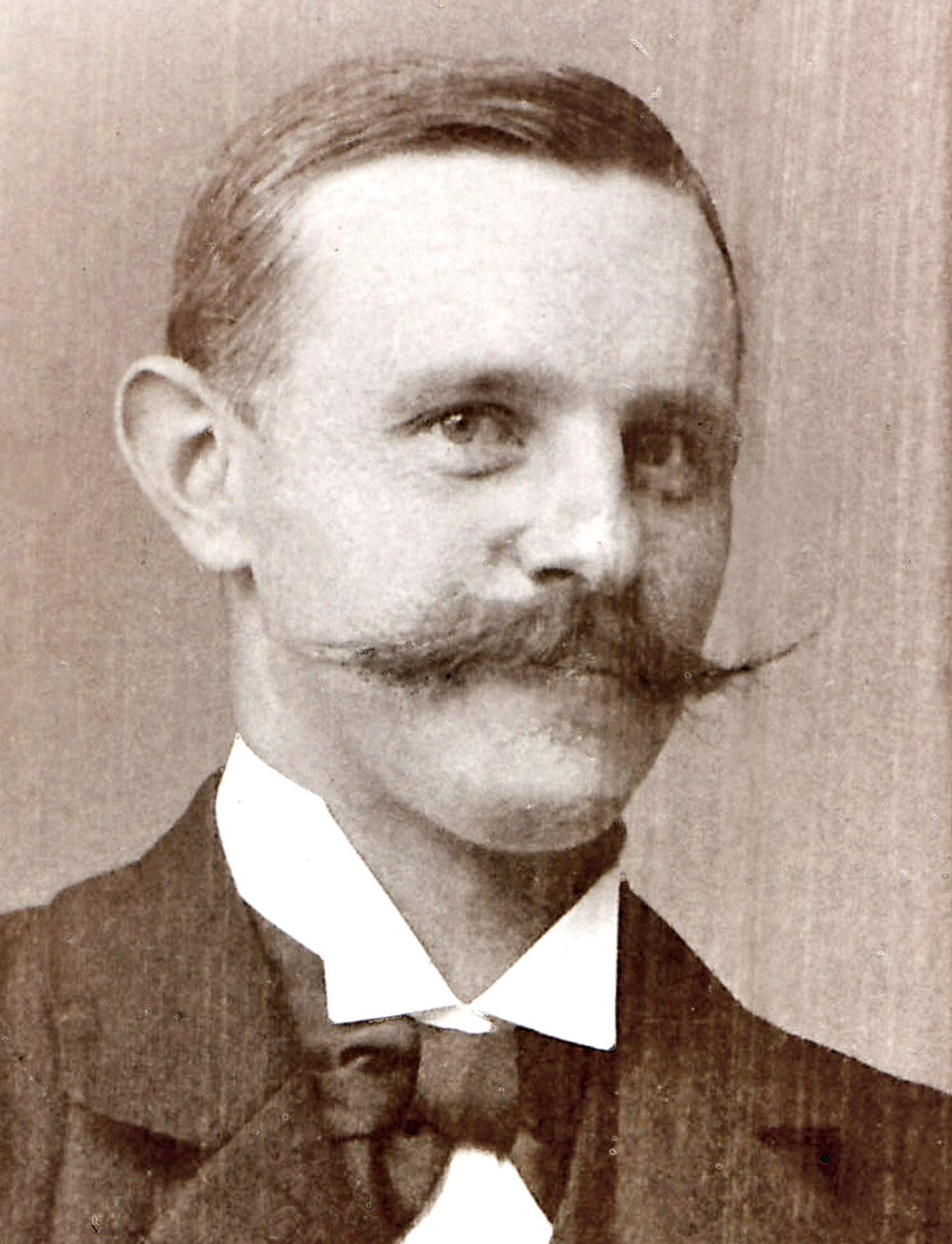
Albano Müller (senior), 1896

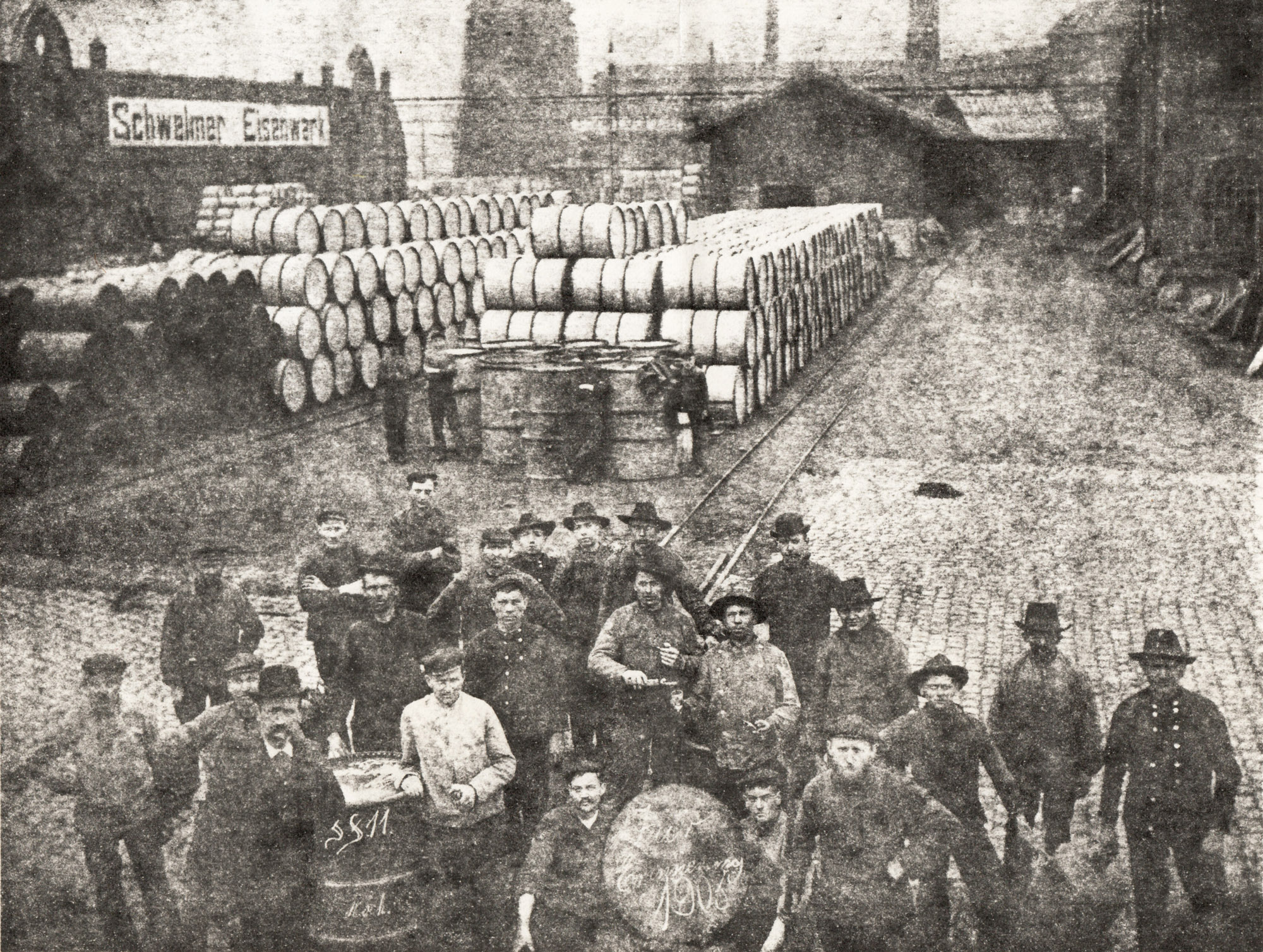
Werkshof mit 200 Liter-Fässern und Fassmachern, 1903

Im Folgejahr 1890 trat Albano Müller (1866–1946) als studierter Maschinenbauer dem Werk bei und gab als dessen Stoßrichtung die neue Schweißtechnik vor. Er veranlasste erhebliche Investitionen in neue Produktionsanlagen, insbesondere für die Eigenerzeugung des benötigten Schweißstroms mittels Dampfmaschinen, Dynamos und Akkumulatoren. Dabei wurde 1892 auch der renommierte Elektrotechniker Oskar von Miller hinzugezogen. Die anschließende Markteinführung der neuartigen Fässer gelangte nach zähem Anlauf 1894 zum Durchbruch, als das Eisenwerk einen ersten Großauftrag über 3000 geschweißte Fässer von den Königlich Bayerischen Staatsbahnen erhielt. Nachfolgend wuchs das Auftragsvolumen stark und rückte die Fässer zunehmend in den Mittelpunkt der Werksproduktion. Sie fanden Verwendung vor allem für den Transport von flüssigen Brennstoffen, Ölen und Chemikalien durch Eisenbahn- und Schifffahrtsgesellschaften.
1896 starb August Müller und hinterließ seinen Besitzanteil am Eisenwerk dem Sohn. Albano Müller wandelte 1900 das Werk in eine Aktiengesellschaft und übernahm deren mehrheitlichen Besitz in den Folgejahren. Seinen neuen Fabrikantenstatus in Schwelm manifestierte er 1899 mit dem Bau einer repräsentativen Villa am Rand der Schwelmer Altstadt (heute Baudenkmal Hauptstraße 22).

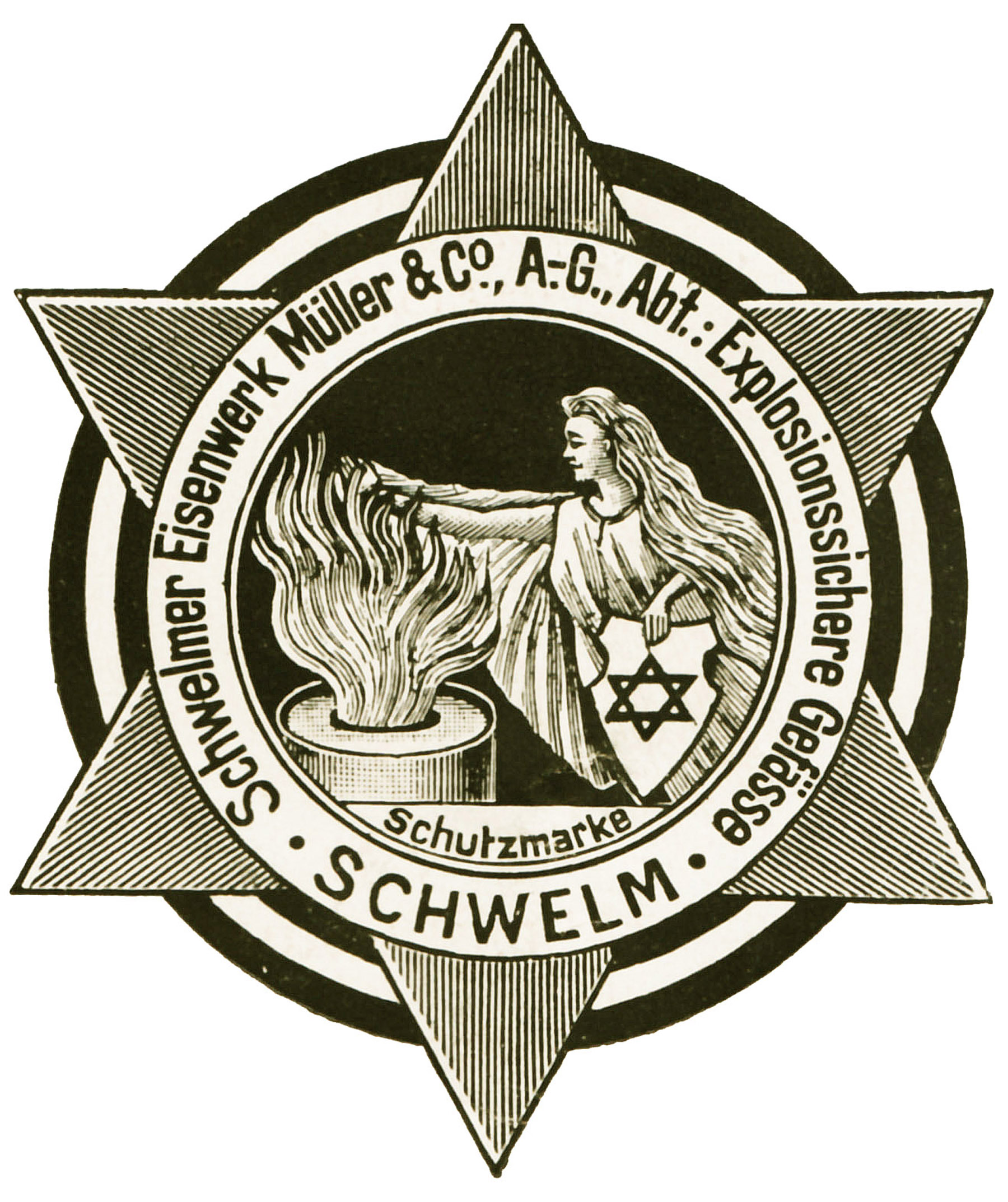
Erstes Produktlogo um 1910

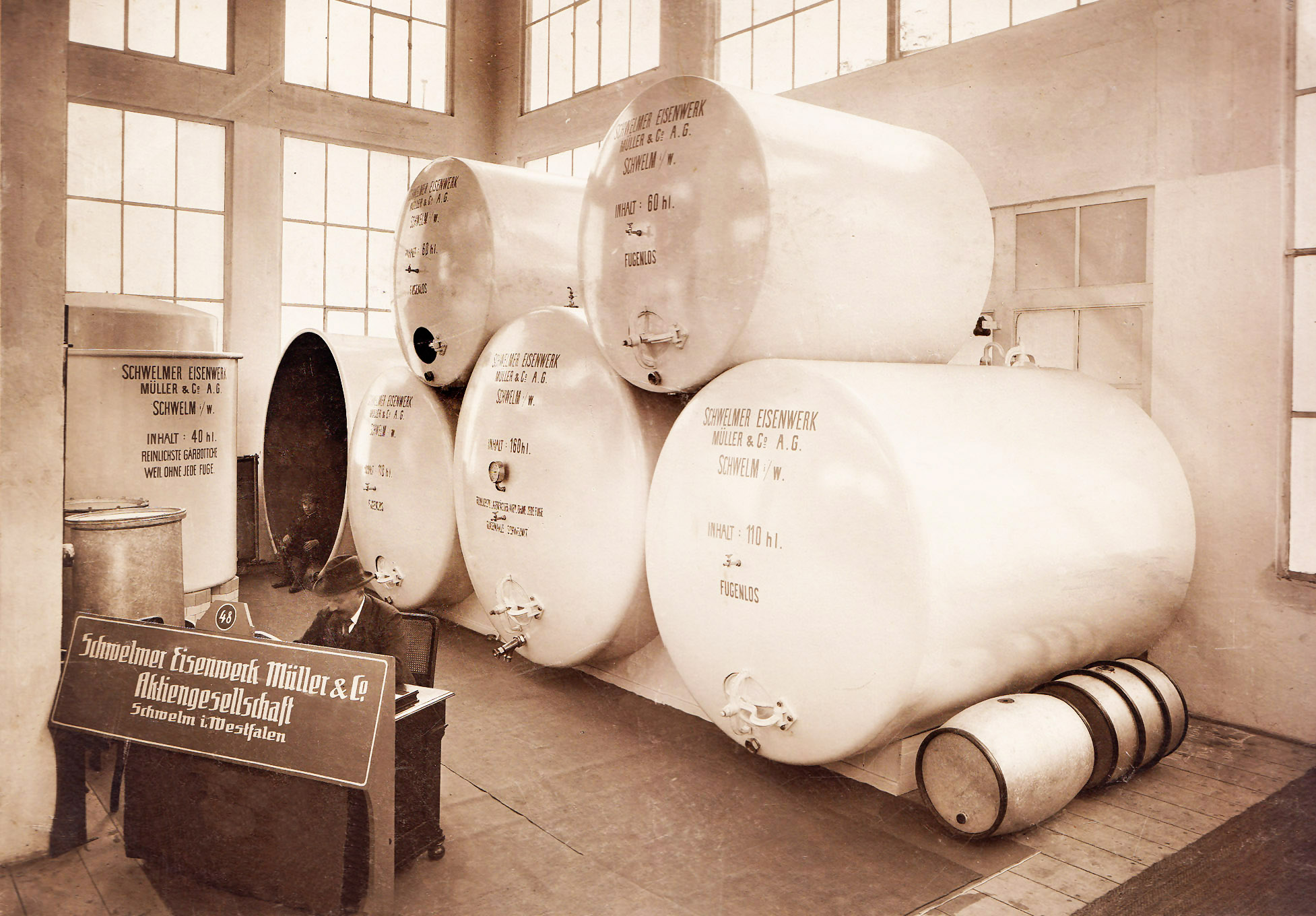
Von Fässern zu Tanks (Brauereimesse München 1909)

Müller entwickelte das Produktthema der Fässer weiter zu Behältern von immer größerem Volumen. Mit stark zunehmender Industrialisierung Deutschlands gewann neben dem Transport auch die Lagerung von Flüssigkeiten an Bedeutung. Dazu fertigte das Eisenwerk die frühesten Reservoirs, Kessel und Tanks, anfänglich vor allem in Form sogenannter Laden- und Kellerbehälter zur Abgabe von Brennstoffen und Haushaltschemikalien in Apotheken und Drogerien. Unter dem Titel der „Explosionssicheren Gefäße“ definierte das Werk eine neue eigene Kernkompetenz und vermarktete diese mit erstem Produktlogo in Form eines Davidsterns (Bedeutung als Talisman). Um die gesamte Distributionskette zu bedienen, fertigte man die frühesten Tankwagen (noch im Pferdebetrieb) und Kesselwagen für die Eisenbahn ebenso wie Kannen, Wannen und Kanister für den Handeinsatz.

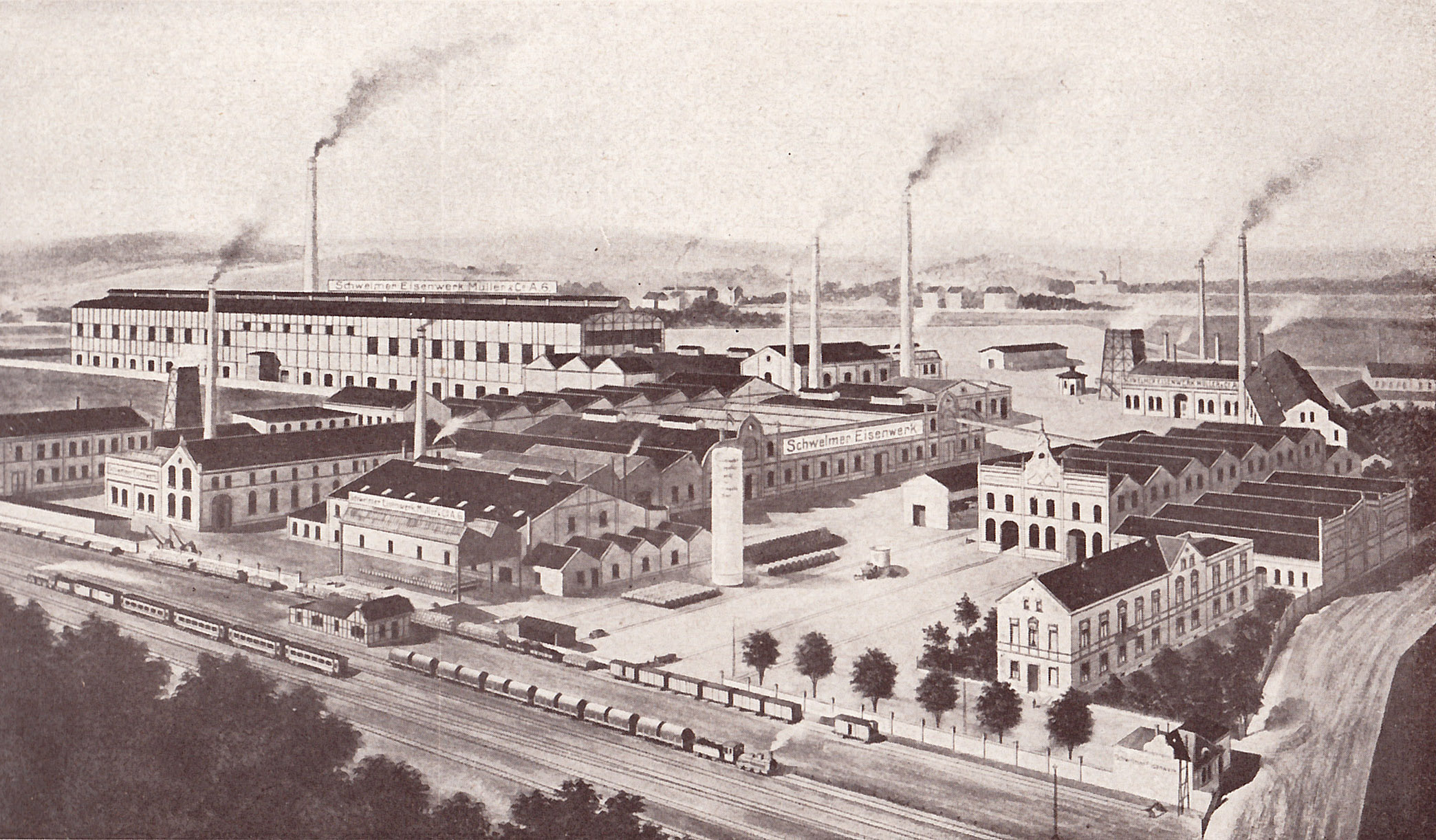
Gesamtansicht um 1910 mit neuem Emaillierwerk hinten links

Wachsende Konkurrenz bei Fässern und Tanks veranlasste Müller ab 1902 zu einem neuerlichen Innovationsschub. In aufwändiger Entwicklung ließ er ein Verfahren entstehen, eiserne Behälter inwändig mit einer Beschichtung aus Glasemaille zu versehen. Geeignet für flüssige Nahrungsmittel, richtete sich die Innovation an Brauereien, Brennereien, Kellereien und Molkereien. Das eigene Email wurde 1903 als „Schwelmit“ vorgestellt. Erste innenemaillierte Tanks des Eisenwerks kamen als offene Gärbottiche um 1905 zum Einbau in den Kellern der Schwelmer Brauerei (wo sie noch über Jahrzehnte in Nutzung blieben). In anderer Form wurden Bierlagertanks gefertigt, die nach eigenem Patent stapelbar waren und so eine optimale Raumausnutzung in den Brauereikellern ermöglichten. Vermarktet unter griffigem Titel als „Zeppelintanks“, fanden sie lebhafte Nachfrage und gingen im Export noch bis nach Südamerika. Eigens für den neuen Produktzweig wurde auf dem stetig expandierenden Werksgelände ein großdimensioniertes Emaillierwerk mit Ofen für Behälter von bis zu 38 000 Litern errichtet. Gärbottiche und „Zeppelintanks“ des Eisenwerks wurden 1910 auf der Weltausstellung in Brüssel prämiert.
Im Ersten Weltkrieg, wie später auch im Zweiten Weltkrieg, nahm das Eisenwerk die Herstellung von Munition auf, in beiden Fällen vornehmlich Granatenhülsen. An die Kriegsenden von 1918 und wieder 1945 schlossen sich jeweils Episoden eines weitgehenden wirtschaftlichen Zusammenbruchs und mehrjähriger Existenznot an. Noch ein weiteres Mal fand sich der Betrieb während der Jahre der Weltwirtschaftskrise um 1931 in seinem Fortbestand akut gefährdet.

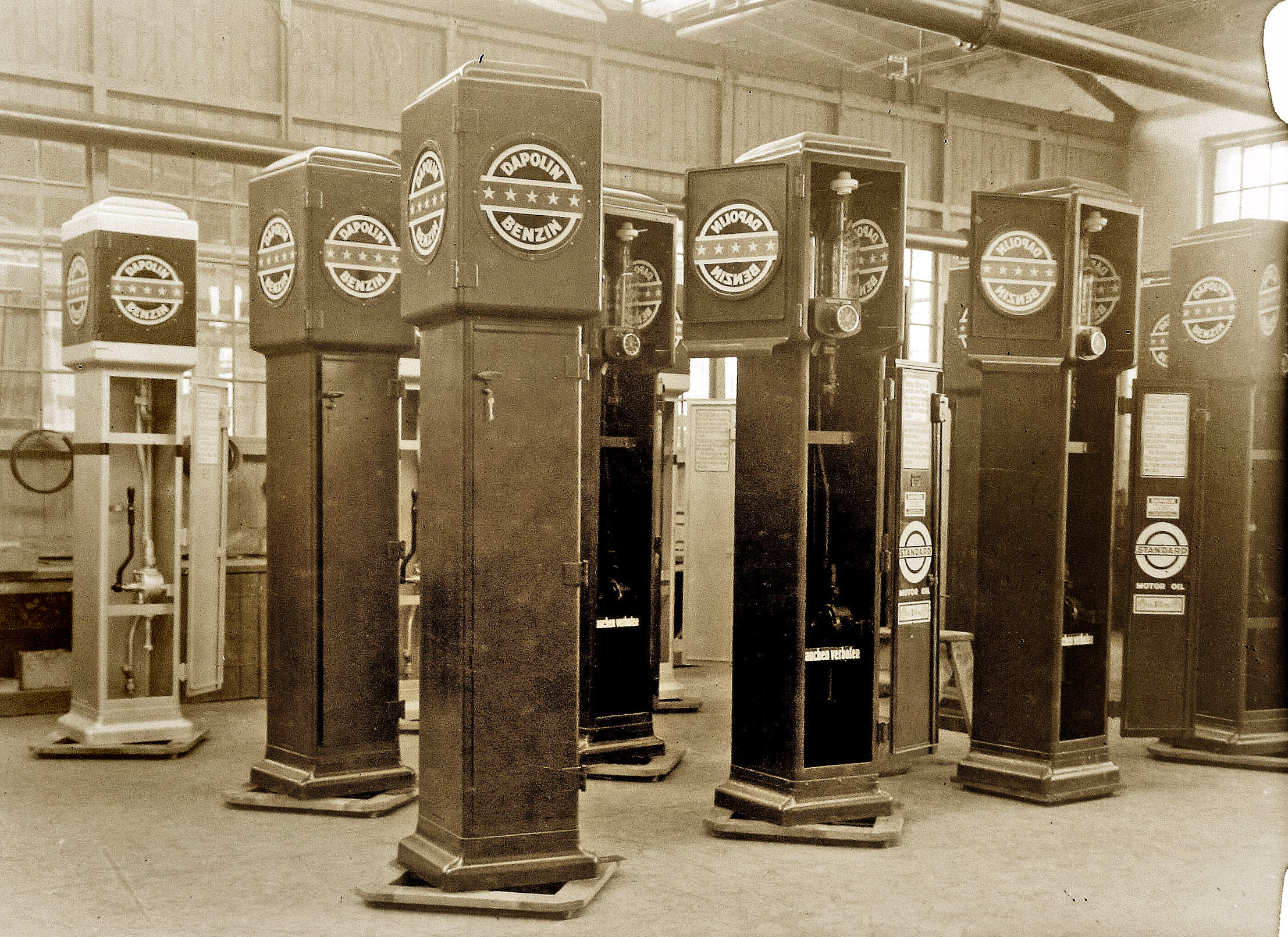
Zapfsäulen der frühen 1930er Jahre

Der stark expandierende Automobilverkehr in den 1920er Jahren erlaubte es dem Eisenwerk, sich als einer der frühesten und bedeutendsten Hersteller von Zapfsäulen und Zapfstellen (den späteren Tankstellen) zu etablieren. Aufbauend auf der eigenen Kompetenz bei unterirdischen Tanks und Pumpen, entwickelte das Werk ab 1923 innovative Messtechnik für Zapfsäulen (5 L Messgefäß, 2 x 5 L Zwillingsmessgefäß, Durchlaufmesser) und gewann damit bis zum Ende des Jahrzehnts nahezu sämtliche großen Mineralölgesellschaften Deutschlands als Abnehmer der eigenen Produktserie „Schwelmer Tank-Anlagen“. Angeboten wurden Komplettlösungen aus oberirdischen Zapfsäulen und unterirdischen Tanks. Dabei sicherte das Werk seinen anerkannt hohen Qualitätsstandard vor allem dadurch, dass es sämtliche Komponenten wie Leitungen, Pumpen, Armaturen und Messgefäße im eigenen Betrieb herstellte.
Als weiterer bedeutender Produktzweig kam ab Mitte der 1920er Jahre der Bau von motorisierten Tankwagen hinzu. Eines der ersten Modelle des Eisenwerks wurde 1926 auf der GeSoLei in Düsseldorf vorgestellt. Man montierte Tank-Aufbauten auf Fahrgestelle unterschiedlichster Hersteller, etwa Büssing, M.A.N., Henschel, Maffei, van Lienen und Ackermann. Für diese Produktion wurden auf dem weiter wachsenden Werksgelände ab 1927 eigene Fertigungsstätten eingerichtet (hinzugekauftes „Werk II“ jenseits der Loher Straße).

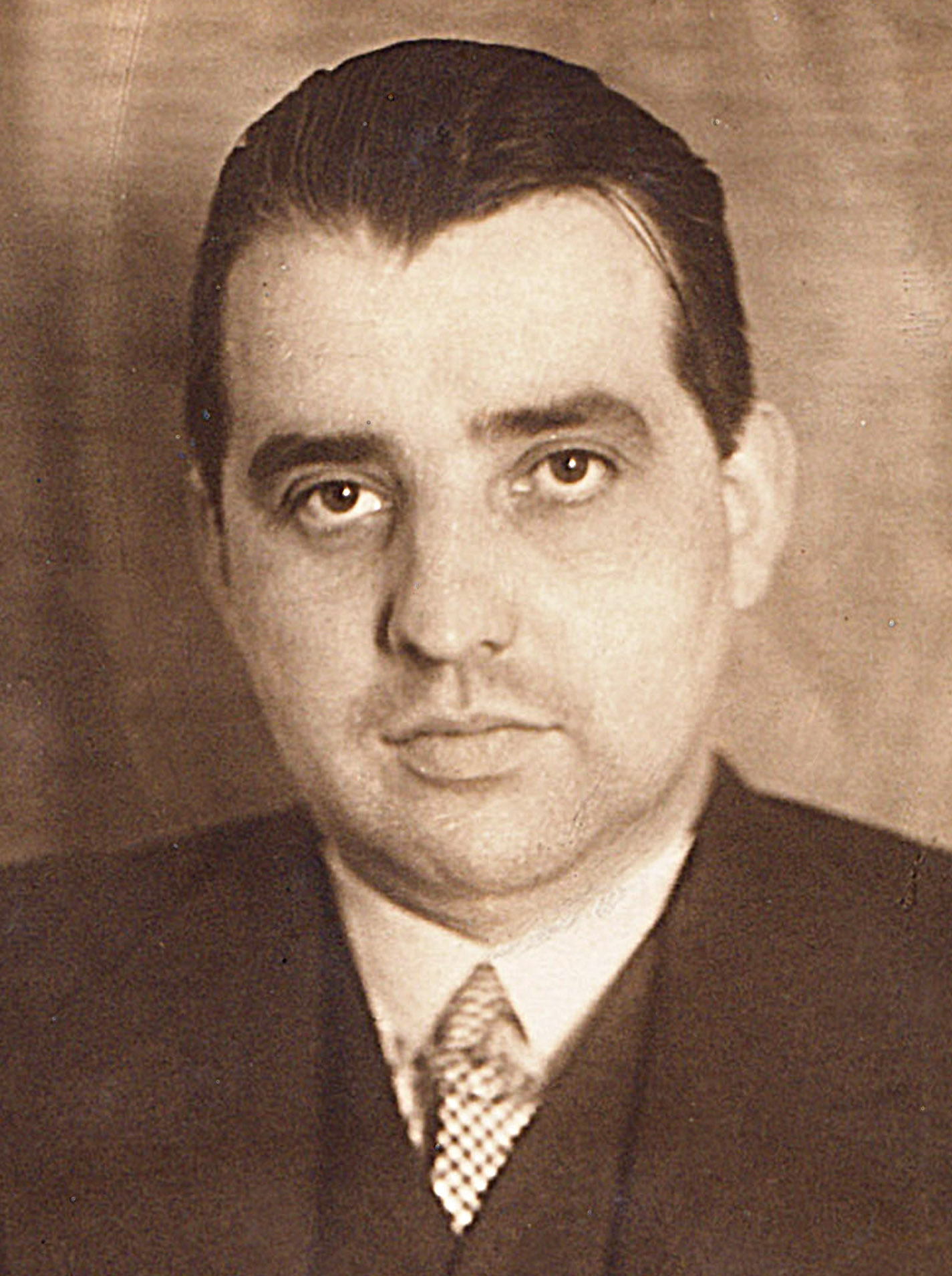
Albano Müller junior, um 1929

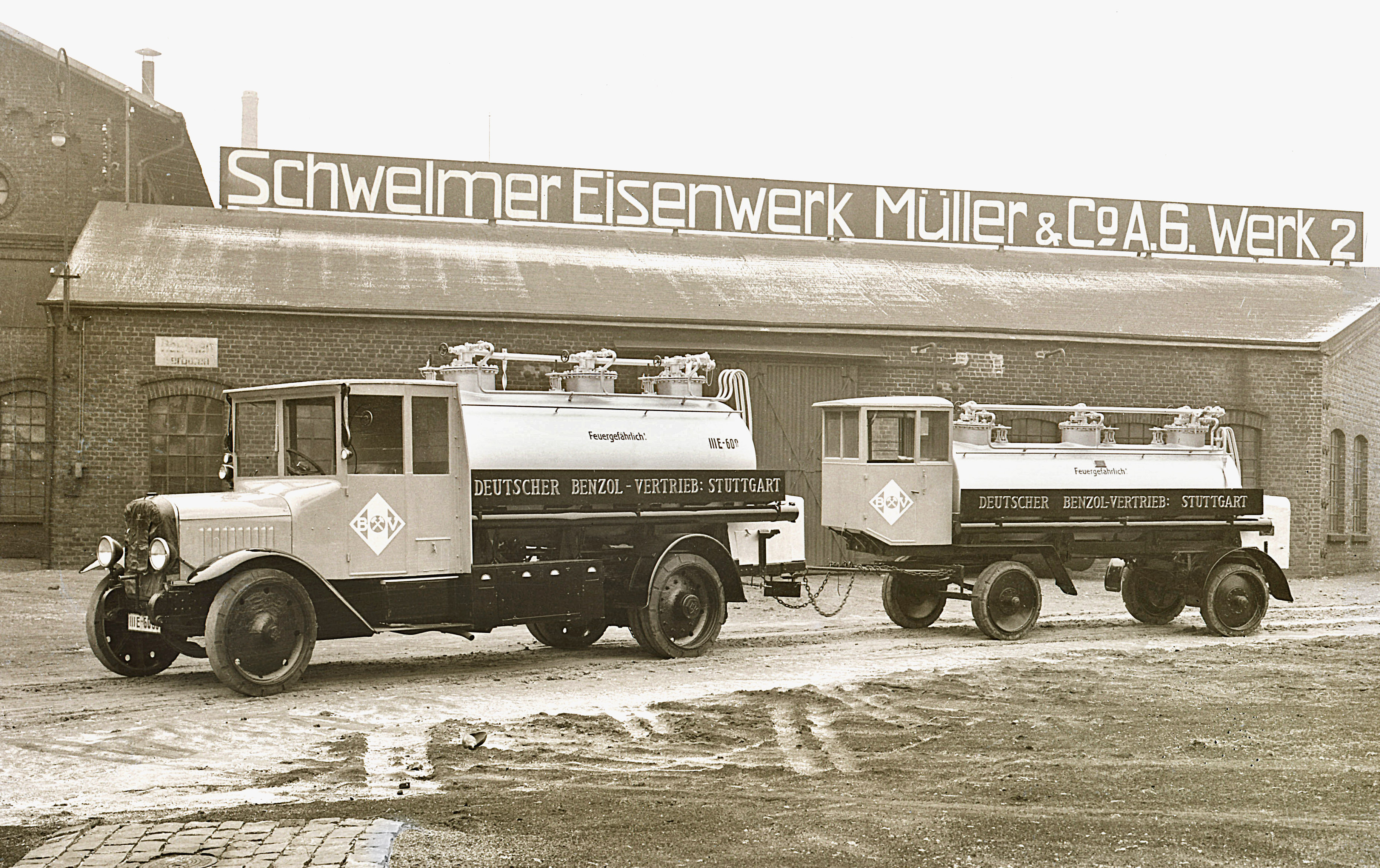
Tankwagen der frühen 1930er (auf LKW Henschel, Anhänger Ackermann)

1925 trat als Vertreter der dritten Familiengeneration Albano Müller junior (1897–1964) der Geschäftsführung bei. Der Ehemann seiner Schwester, Ernst Hellmut Vits, rückte 1929 in den Aufsichtsrat ein. Juniorchef Müller gründete 1925 einen Werkschor „Schwelmer Eisenwerk Müller & Co.“, der zu späterer Zeit auch außerhalb des Betriebs auftrat und in der zweiten Jahrhunderthälfte zu einer festen kulturellen Institution Schwelms wurde, mit regelmäßigem Jahresprogramm öffentlicher Konzerte. Der Chor bestand über mehr als 90 Jahre bis 2018.

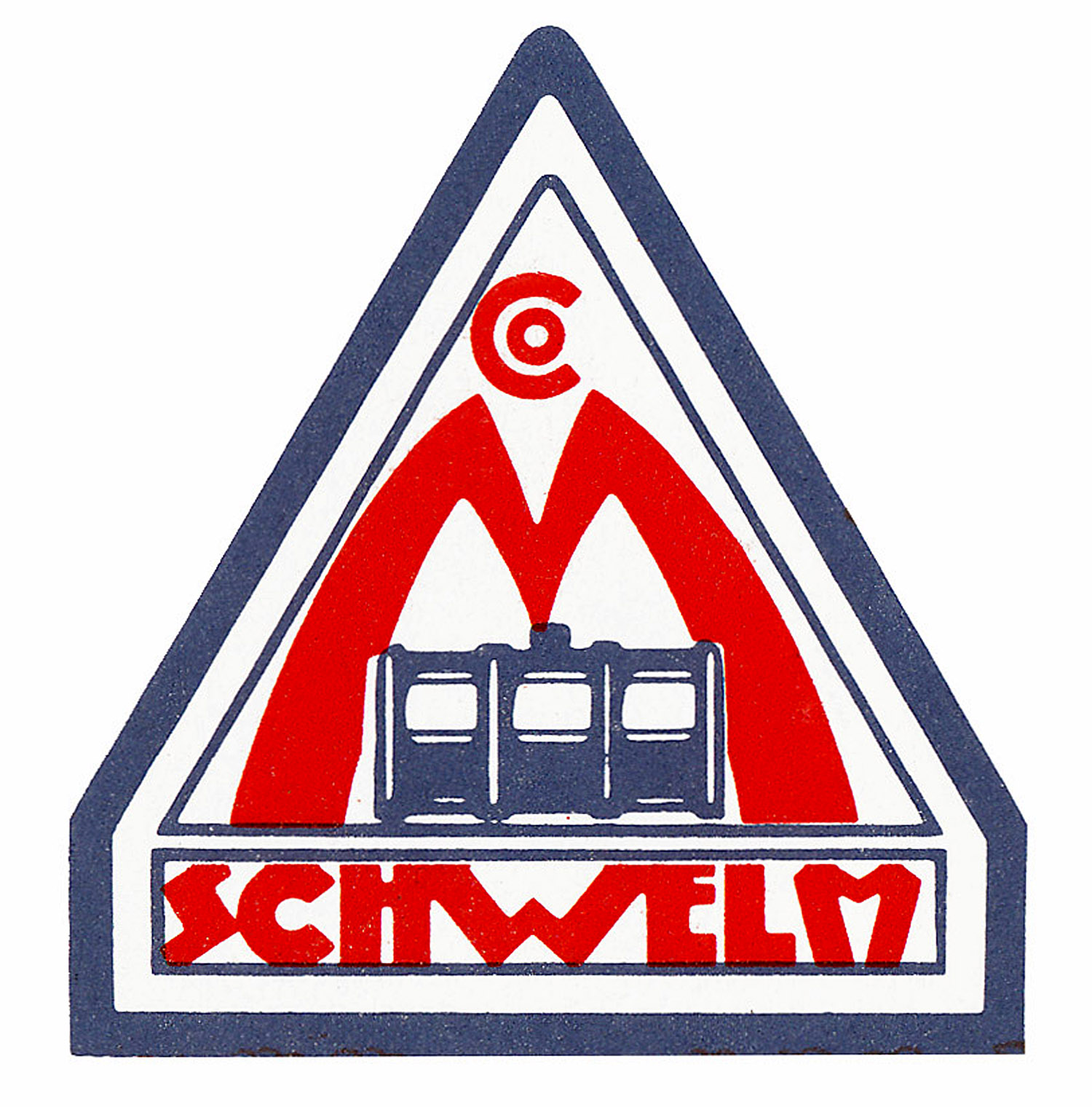
Erstes Werkslogo ab 1925, mittig ein sprudelndes Fass

Über die 1920er Jahre hinweg verdoppelte sich die Belegschaft des Eisenwerks von etwa 500 auf über 1000 Mitarbeiter. Die 1930er Jahre brachten eine erneute Verdoppelung auf über 2000. Das neue Jahrzehnt stand für das Eisenwerk vor allem im Zeichen der Wiederaufrüstung Deutschlands und beginnenden Kriegswirtschaft. Ab etwa 1935 bestimmten zunehmend staatliche Aufträge, vor allem von Luftwaffe und Heer, die Werksproduktion. Der Eisenwerk fand sich unverhofft in der Lage, mit allen seinen angestammten Produktlinien unmittelbar dem neuen Rüstungsbedarf des Staates zuarbeiten zu können.

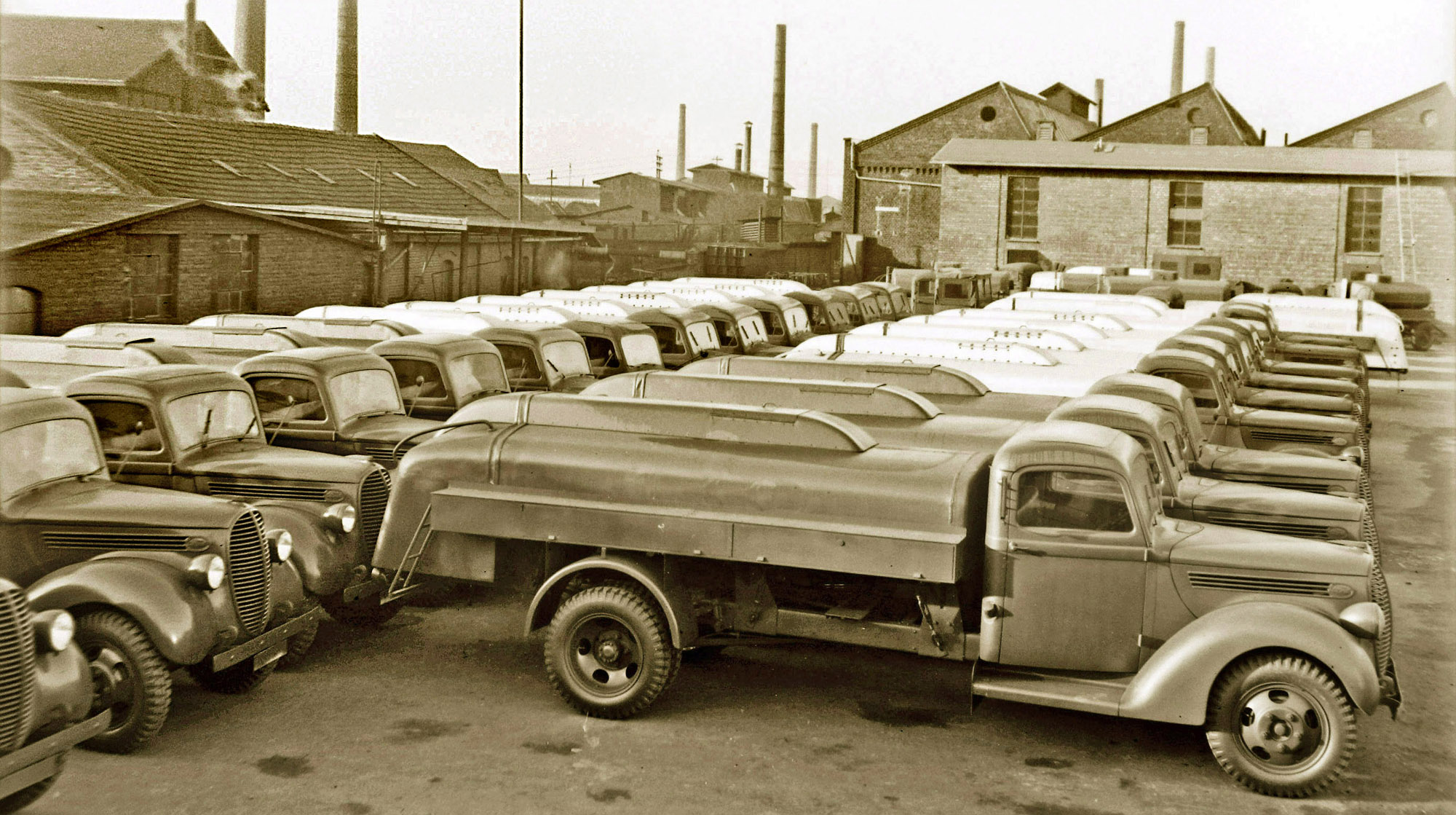
Tankwagen der Kriegsjahre (auf Fahrgestell Ford, im Werkshof)

Für die Luftwaffe und deren ab etwa 1935 entstehendes dichtes Netz von Fliegerhorsten lieferte das Eisenwerk in großen Stückzahlen innenemaillierte unterirdische Treibstofftanks im 50.000-Liter-Format. Eigene Montage-Teams bauten die Tanks auf Flugplätzen in ganz Deutschland und auch zahlreichen (besetzten) Nachbarländern ein. Tankwagen und sogenannte „Notschnelltanker“ des Eisenwerks (kleine, leichte Anhänger) versorgten die Flugzeuge auf den Rollfeldern ebenso wie die Panzer an der Front.
Für das Heer entwickelte das Eisenwerk ab 1936 in Kooperation mit der Firma Ambi-Budd den sogenannten „Einheitskanister“ (20 L). Er vereinte in Form und Funktion zahlreiche innovative Komponenten und ging maßgeblich auf Oberingenieur Vinzenz Grünvogel zurück, den Leiter der Entwicklungsabteilung des Eisenwerks seit 1934. Mehr als 2 Millionen Kanister dieser Art wurden bis Kriegsende in Schwelm hergestellt. Für die Marine konstruierte das Eisenwerk Tankschiffe vor Ort in verschiedenen Seehäfen, sowie ab 1942 in Schwelm sogenannte „Spitztanks“ (Reservetanks für schwimmenden, geschleppten Einsatz).
Ab 1935 trieb Albano Müller junior intensiv die Forschung und Entwicklung des innovativen Werkstoffs Sintermetall voran. Daraus ging mit begonnenem Krieg eine neue Produktlinie für gesinterte Munitionsteile hervor. Der immensen Nachfrage gerecht zu werden, wurde 1943 für diese Produktion eigens ein Zweigwerk im nahen Krebsöge (Radevormwald) eingerichtet. Das „Sintermetallwerk Krebsöge“ als Tochterunternehmen des Eisenwerks setzte nach dem Krieg seine technologische Führerschaft fort und etablierte sich in der zweiten Jahrhunderthälfte als einer der bedeutendsten Hersteller von Sintermetallteilen in Europa.
1937 richtete Müller junior eine erste Lehrwerkstatt ein, in der bald Jahrgänge von über 100 Lehrlingen ausgebildet wurden. Im gleichen Jahr 1937 wechselte die Rechtsform des Eisenwerks von der Aktiengesellschaft zur Einzelgesellschaft, zwei Jahre später zur Kommanditgesellschaft. Bis zum Ende des Jahrzehnts arbeitete das Werk in allen großen Produktbereichen – Fässer, Tanks, Tankanlagen, Tankwagen, Kanister und Munition – an der Kapazitätsgrenze. Einen wachsenden Personalmangel während der Kriegsjahre suchte man mit sogenannten ausländischen Fremdarbeitern und mit Zwangsarbeitern auszugleichen. Deren Unterbringung erfolgte zum Teil in Lagern auf dem Werksgelände.
Den Krieg überdauerte das Eisenwerk ohne nennenswerte Schäden. An das Kriegsende schloss sich ein nahezu vollständiger wirtschaftlicher Zusammenbruch an. Im Folgejahr 1946 starb Seniorchef Albano Müller. Sein Sohn führte die Geschäfte fort, Schwiegersohn Vits übernahm den Vorsitz des Aufsichtsrats. 1949 wechselte der Betrieb zur neuen Rechtsform einer GmbH. Seine räumliche Ausdehnung in Schwelm hatte ihr größtes Maß erreicht und nahm eine Fläche von knapp 20 ha ein (Lage auf Karte), mit „Werk I“ zwischen Bahnlinie, Hattinger Straße, Wörther Straße / heute Berliner Straße und Loher Straße (15,7 ha) und „Werk II“ an der Nordstraße (4,0 ha).

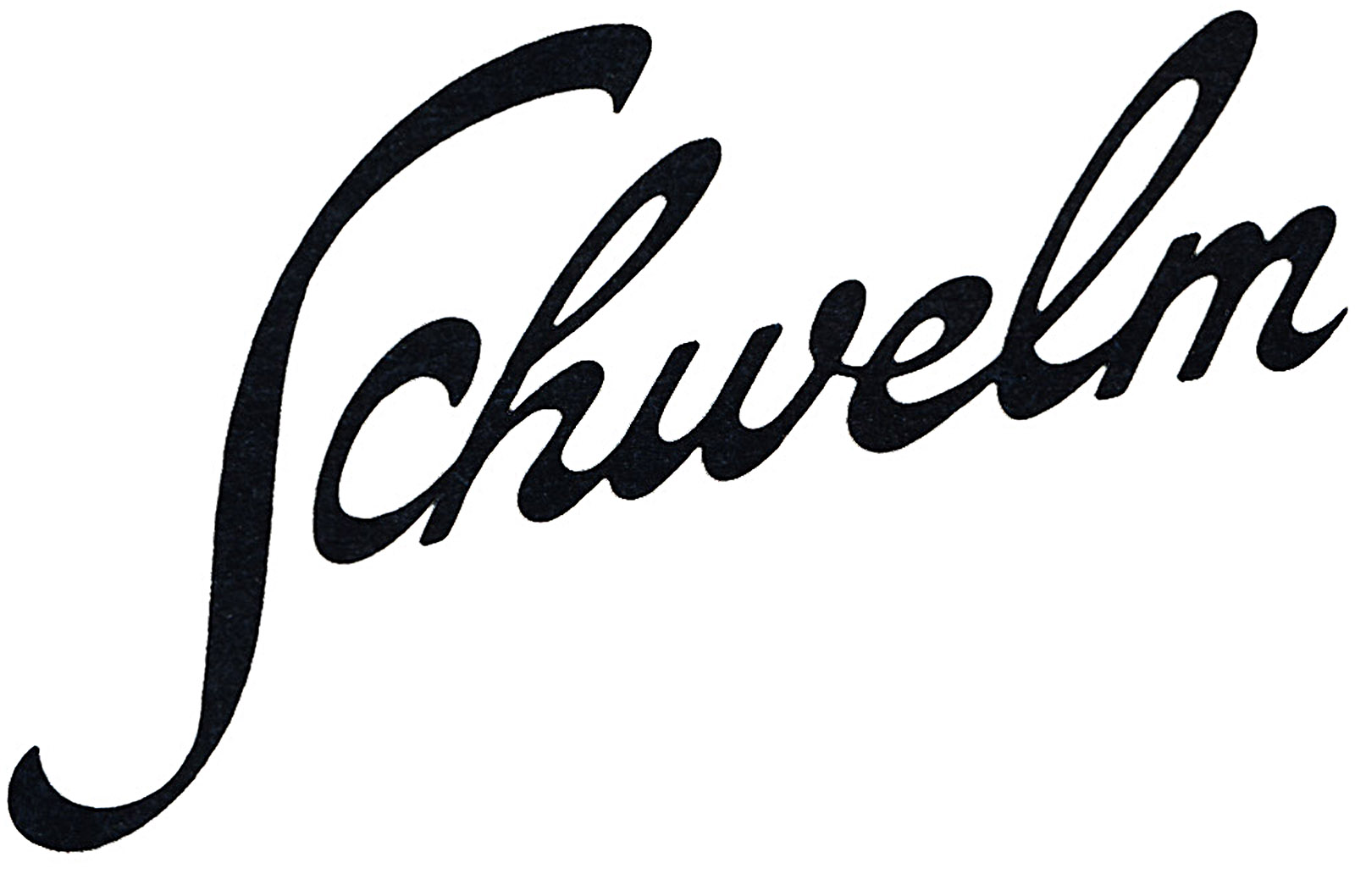
Produktlogo der 1950er und 60er

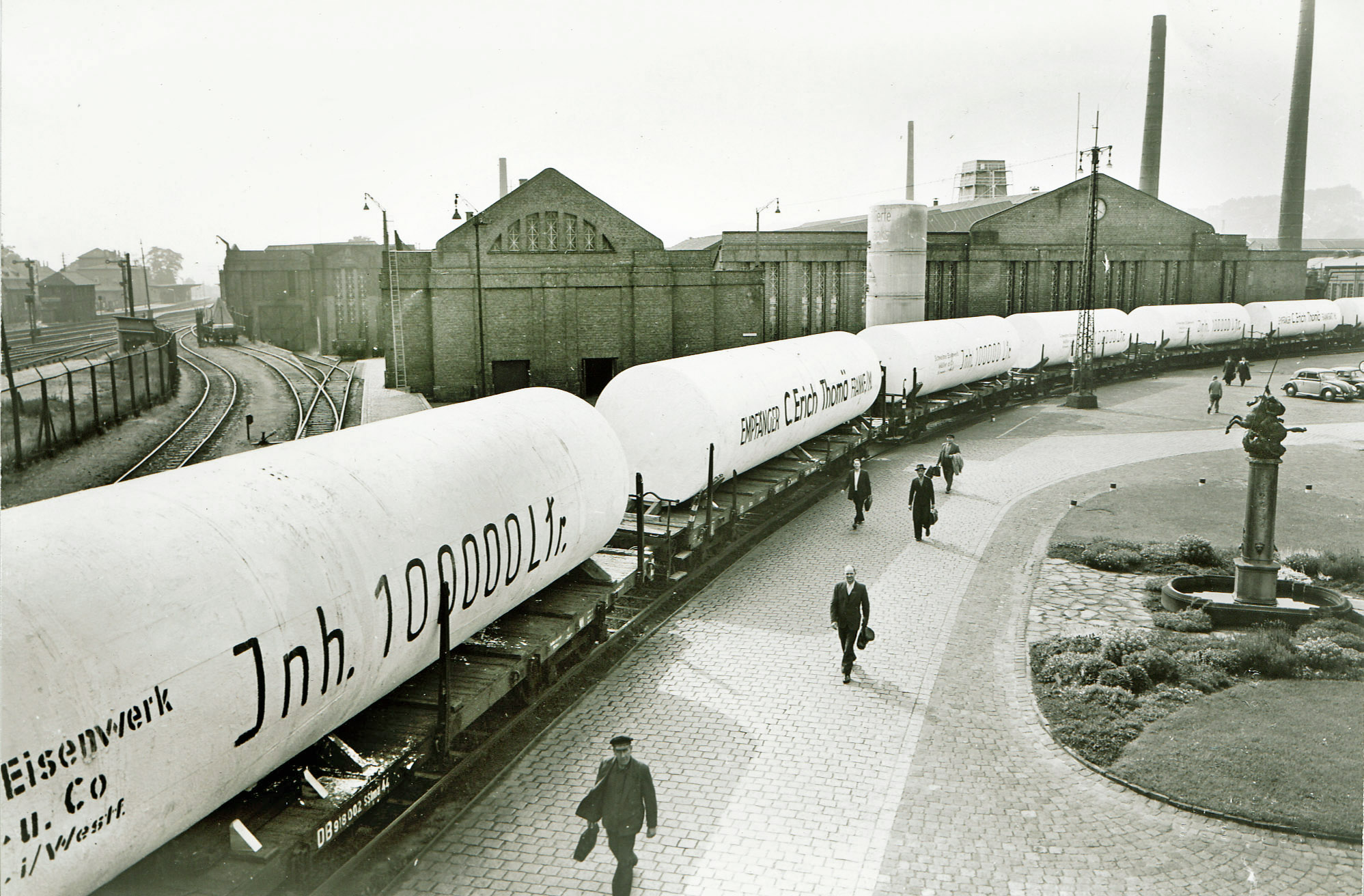
100 000 Liter-Benzinlagertanks beim Verlassen des Werks, 1954

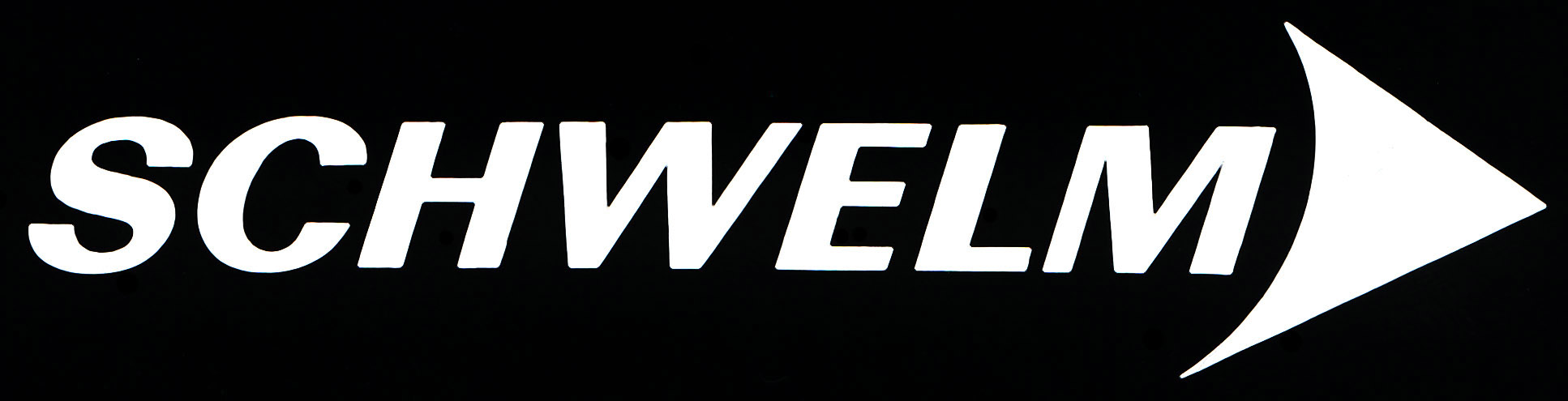
Logo der 1970er

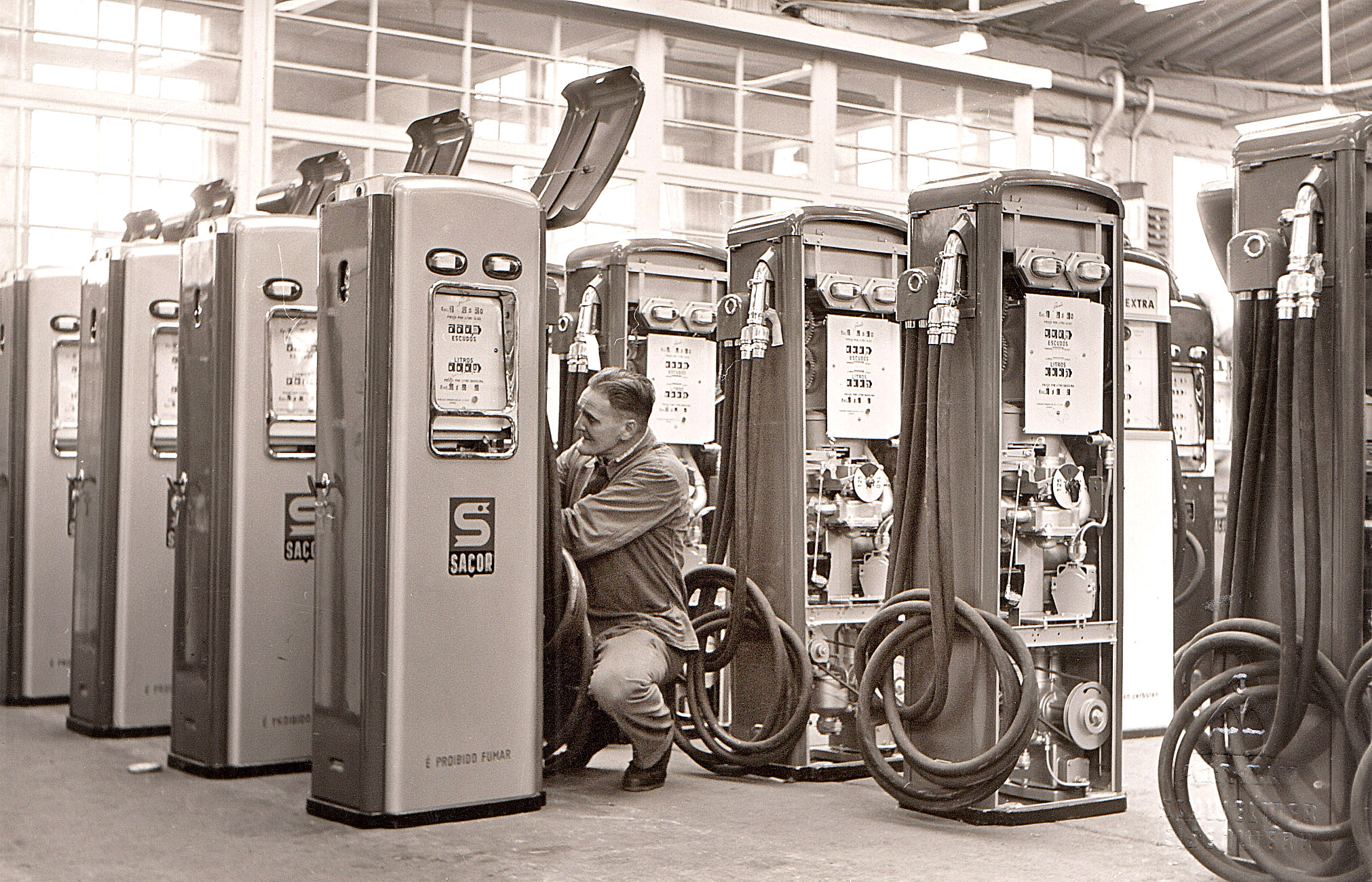
Zapfsäulenfertigung 1957

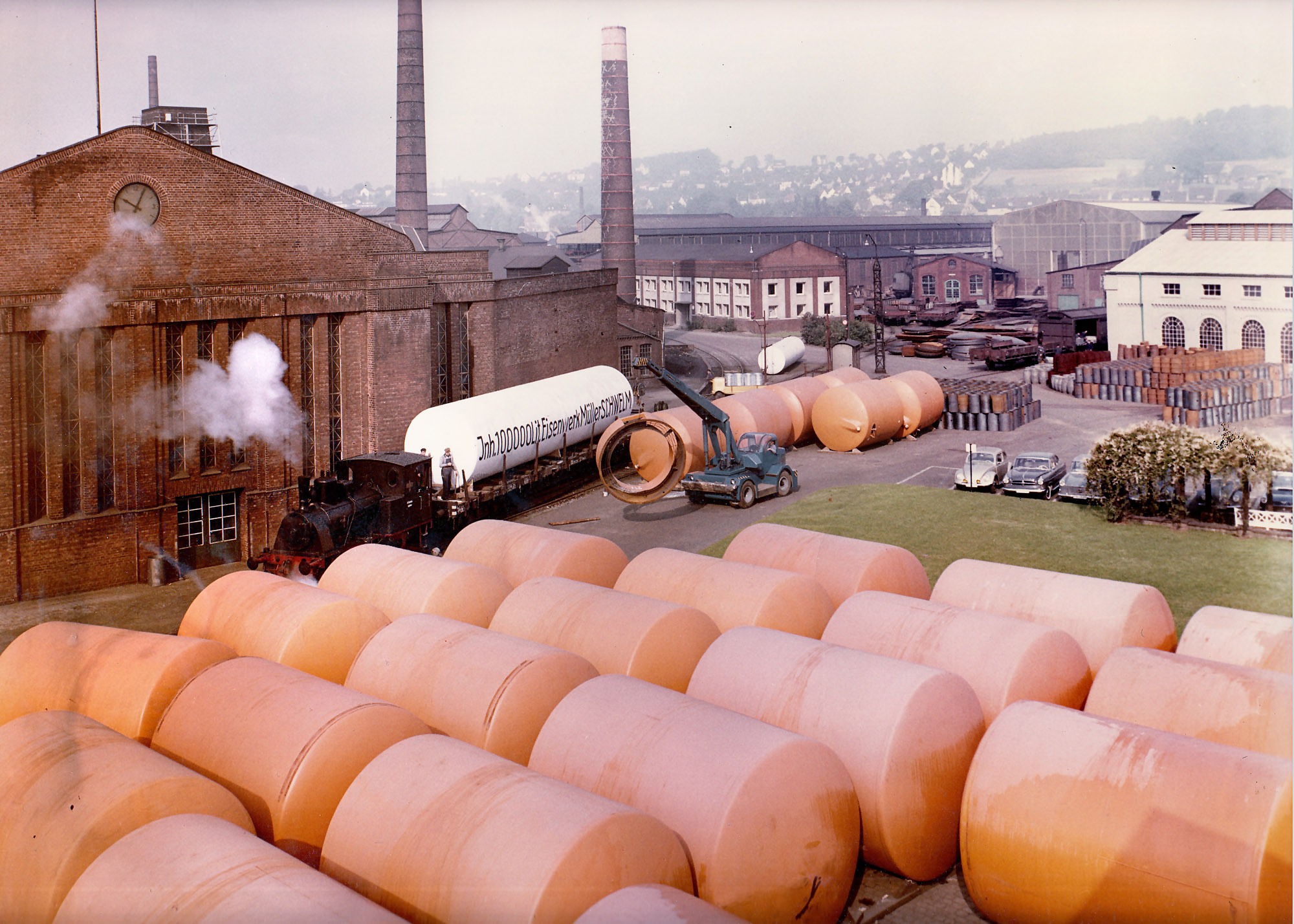
Werksansicht mit Tanks um 1960

Nach Währungsreform 1948 und mit beginnenden 1950er Jahren lief die Produktion in allen Geschäftsbereichen der Vorkriegszeit wieder an. Entscheidenden Anteil hatte erneut Chefentwickler Vinzenz Grünvogel, der mit Innovationen vor allem in der Zapfsäulen-Technik die guten Verbindungen zu den Mineralölgesellschaften wiederbelebte. Ab 1949 ging das Eisenwerk eine Kooperation mit dem amerikanischen Unternehmen Gilbarco ein und produzierte unter gemeinschaftlichem Namen während der 1950er Jahre Zapfsäulen für den deutschen Markt. Ein neues Produktlogo des Werks glich sich dem des amerikanischen Partners an und zeigte in sanft geschwungener Linie nurmehr den Schriftzug „Schwelm“.
Das Sortiment der 1950er Jahre erweiterte sich um innovative Produktkonzepte, darunter Getränkeautomaten, Würstchenautomaten, Schwerlastregale aus Lochprofilen, Ölbrenner und Leichtbaurohre aus gewickeltem Bandstahl. Die Kanisterproduktion belieferte fortan Bundeswehr und NATO-Staaten. Fortentwicklungen in den angestammten Produktlinien waren Apparate und Behälter für die chemische Industrie, Flugfeldtankanlagen und Großtankanlagen mit Behältern von bis zu 120 000 Liter.
Die große Nachfrage aus dem Wiederaufbau Deutschlands und Europas ließ das Eisenwerk bis zum Ende der 1950er Jahre erneut an der Kapazitätsgrenze mit über 2000-köpfiger Belegschaft arbeiten. In Schwelm genoss das Werk als größtes Unternehmen am Ort traditionell eine hohe Wertschätzung. Dazu trug eine sorgfältig gepflegte, familiäre Unternehmenskultur und intensives soziales Engagement der Besitzerfamilie bei. Die starke Identifikation des „Eisenwerkers“ mit seinem Betrieb spiegelte sich in großer Betriebsbindung. 1961 würdigte das Werk unter der Belegschaft mehr als 600 Arbeitsjubilare mit einer Betriebszugehörigkeit von 25 bis 50 Jahren. Ein sich verschärfender Mangel an Arbeitskräften führte in den 1960er Jahren zur verstärkten Einstellung von sogenannten Gastarbeitern.
Die traditionelle Kompetenz im Tankstellenbau unterstrich das Eisenwerk 1961 mit der Entwicklung der ersten elektronisch geregelten Zapfsäule. Eigene Münzzapfsäulen, Flüssiggaszapfsäulen, Hochleistungszapfsäulen mit großer Förderleistung sowie Selbstbedienungsanlagen stellten innovative Fortentwicklungen im Tankstellenwesen dar. Im Tankwagenbau produzierte das Werk Großraumfahrzeuge für die Flugzeugbetankung, die zum Einsatz kamen unter anderem für die neuen „Jumbo Jets“ und die „Europa-Raketen“ dieser Zeit. In das Produktionsprogramm aufgenommen wurden in diesem Jahrzehnt zeitweise Geschirrspülmaschinen für die Firma Philips.
Albano Albano-Müller (seit 1953 mit erweitertem Nachnamen) starb 1964 während einer Geschäftssitzung. Sein Schwager Ernst Hellmut Vits, zuletzt Vorsitzender des Aufsichtsrats, starb sechs Jahre später. Nachfolgend traten die Söhne beider Familienzweige dem Betrieb in Leitungsfunktionen bei: Armin Albano-Müller 1969 (Geschäftsführer ab 1971), Lothar Albano-Müller 1972 (Geschäftsführer Sintermetallwerk Krebsöge ab 1979), Hans-Joachim Vits 1974 als Geschäftsführer.
Mit der Ölkrise von 1973 und dem Ende der Hochkonjunktur, aber auch einem beginnenden „Tankstellensterben“ in den 1970er Jahren, setzte ein betrieblicher Schrumpfungsprozess ein. In dessen Verlauf wurden traditionelle Produktionszweige aufgegeben, so die Fertigung von Kanistern, Fässern, Großtanks, Straßentankwagen und Benzinzapfsäulen. Dagegen gewann der Bau und die Wartung kompletter Tankstellen an Bedeutung, ab 1995 auch mit einer Produktion von Erdgastankstellen. Einen weiteren Produktionszweig bildeten Be- und Entladeanlagen von Flüssigkeiten und Gasen für Schiffe, Tank- und Kesselwagen. Das Tochterunternehmen „Sintermetallwerk Krebsöge“, zwischenzeitig zu einer eigenen Unternehmensgruppe gewachsen, wurde 1986 verkauft.
Der Betrieb in seiner bestehenden Form als GmbH wurde 1983 aufgelöst und neu strukturiert als Verbund von drei selbständig wirtschaftenden Unternehmensbereichen und einer Muttergesellschaft. In den 1990er Jahren beschäftigte das Unternehmen im Stammwerk und verschiedenen Niederlassungen etwa 1000 Mitarbeiter. 2002 meldete es Insolvenz an. Einen Teil des Unternehmens mit den Bereichen Erdgastankstellen und Anlagenbau übernahm Lothar Albano-Müller und führte ihn als Firma „Schwelm Anlagentechnik GmbH“ fort. In fünfter Generation der Familie leitet Jörg Albano-Müller diesen Betrieb seit 2020.